# Greg Athans
Greg Athans (* 18. Juni 1955 in Kelowna, British Columbia; † 8. August 2006 in Vancouver, British Columbia) war ein kanadischer Freestyle-Skier und Wasserskiläufer. Als Freestyle-Skier startete er in allen Disziplinen und hatte seine Stärken auf der Buckelpiste. 1980 gewann er den Freestyle-Gesamtweltcup sowie zwei Disziplinenwertungen und fünf Einzelwettkämpfe, im Wasserskilauf wurde er achtmal nationaler Meister.

## Biografie

### Kindheit und Jugend
Greg Athans kam 1955 als Sohn des Wasserspringers und Olympiateilnehmers George Athans (1921–2007) und der Synchronschwimmerin Irene in Kelowna im Süden von British Columbia zur Welt. Während sein älterer Bruder George Jr. seit frühester Jugend als Wasserskiläufer erfolgreich war, nahm sein jüngerer Bruder Gary 1984 als Skirennläufer an den Olympischen Winterspielen in Sarajevo teil. Athans verließ die Schule ohne Abschluss, um sich seinen beiden Leidenschaften Ski alpin und Wasserski zu widmen.

### Sportliche Laufbahn
Athans war zunächst als Skirennläufer im Pontiac und Can-Am Cup aktiv. Einen ersten größeren Erfolg konnte er 1971 bei den Canada Winter Games in Saskatoon verbuchen, wo er die Goldmedaille im Slalom gewann. In den Sommermonaten fuhr er professionell Wasserski und errang dabei unter anderem acht kanadische Meistertitel. 1973 holte er im Rahmen der Canada Summer Games Gold und avancierte damit zum ersten männlichen Athleten, der bei den Canada Games sowohl im Winter als auch im Sommer Titel erringen konnte. Bei der Wasserski-Weltmeisterschaft 1977 in Mailand verpasste er als Vierter nur knapp die Medaillenränge, mit der kanadischen Mannschaft gewann er Bronze.
1976 startete Athans erstmals zu Wettkämpfen der American Freestyle Association (AFSA) und war auf Anhieb erfolgreich. Gleich in seinem ersten Winter gewann er nach Siegen in Waterville Valley, Boyne Mountain, Keystone und Heavenly Valley die Disziplinenwertungen auf den Moguls (Buckelpiste), im Ballett und in der Kombination. Als einer der ersten Athleten brachte er Sprungtricks wie eine 720-Grad-Drehung in die Ballett-Disziplin ein. Nach drei AFSA-Gesamtsiegen setzte Athans seine Dominanz im 1980 lancierten Freestyle-Skiing-Weltcup fort und startete weiterhin in sämtlichen Disziplinen. In den Pocono Mountains gewann er die ersten beiden Buckelpisten-Weltcups sowie zwei Kombinationen. Mit einem weiteren Sieg am Saisonende in Tignes kürte er sich zum ersten Freestyle-Gesamtweltcupsieger der Geschichte. Zudem entschied er die Moguls- und Kombinationswertungen für sich. Danach konnte er nicht ganz an diese Erfolge anknüpfen und musste sich 1981 nach mehreren zweiten und dritten Plätzen im Gesamtweltcup Frank Beddor geschlagen geben. In der folgenden Saison bestritt Athans lediglich vier Wettkämpfe auf der Buckelpiste, konnte sich dabei aber nur einmal in den Punkterängen klassieren.
Im Dezember 1986 absolvierte Athans in Tignes ein letztes FIS-Rennen.

### Weitere Karriere
1978 veröffentlichte Greg Athans ein Sachbuch mit dem Titel Ski Free, daneben trat er in fünf Skifilmen von Warren Miller und Dick Barrymore auf. Während seiner aktiven Laufbahn engagierte er sich außerdem als Athletensprecher und begleitete in dieser Funktion die Transformation des Freestyle-Skiing vom Profisport hin zum Weltcup. Nach dem Karriereende arbeitete er als Skitrainer und sprach sich für die Aufnahme seiner Sportart in das olympische Programm auf. Athans gründete und organisierte ein Benefizprojekt namens Greg Athans Children’s Hospital Charity Ski Camp und sammelte damit Geld für das Kinderkrankenhaus in Vancouver. Vor seinem Tod war er in Vancouver als Fotograf tätig.
Greg Athans starb 2006 im Alter von 51 Jahren an den Folgen einer Diabeteserkrankung. Er hinterließ zwei Töchter, seine Asche wurde über dem Okanagan Lake verstreut. 2014 wurde er postum als drittes Familienmitglied – und gleichzeitig mit der ebenfalls verstorbenen Sarah Burke – in die BC Sports Hall of Fame aufgenommen. Skirennläuferin Nancy Greene würdigte ihn mit folgenden Worten:

“Greg was like a pebble in a pond. Those close to the first ripple were indeed fortunate, yet as the ripples expanded he continued to touch and influence a vast network of friends, colleagues and competitors.”

„Greg war wie ein in einen Teich geworfener Kieselstein. Diejenigen nahe der ersten Welle waren in der Tat glücklich, doch selbst als die Wellen sich ausbreiteten, gelang es ihm noch, ein enormes Netzwerk an Freunden, Kollegen und Mitstreitern zu berühren und zu beeinflussen.“

## Erfolge

### Weltcupwertungen
| Saison | Gesamt | Gesamt | Aerials | Aerials | Moguls | Moguls | Ballett | Ballett | Kombination | Kombination |
| Saison | Platz  | Punkte | Platz   | Punkte  | Platz  | Punkte | Platz   | Punkte  | Platz       | Punkte      |
| ------ | ------ | ------ | ------- | ------- | ------ | ------ | ------- | ------- | ----------- | ----------- |
| 1980   | 1.     | 270    | 18.     | 45      | 1.     | 93     | 6.      | 74      | 1.          | 58          |
| 1981   | 2.     | 359    | 22.     | 37      | 3.     | 134    | 7.      | 119     | 4.          | 69          |
| 1982   | 85.    | 14     | –       | –       | 46.    | 14     | –       | –       | –           | –           |

### Weltcupsiege
Athans errang im Weltcup 16 Podestplätze, davon 5 Siege:
| Datum           | Ort     | Land       | Disziplin   |
| --------------- | ------- | ---------- | ----------- |
| 7. Januar 1980  | Poconos | USA        | Moguls      |
| 8. Januar 1980  | Poconos | USA        | Moguls      |
| 11. Januar 1980 | Poconos | USA        | Kombination |
| 12. Januar 1980 | Poconos | USA        | Kombination |
| 15. März 1980   | Tignes  | Frankreich | Kombination |

### Weitere Erfolge
- 3 AFSA-Gesamtsiege sowie mehrere Einzelsiege und Podestplätze
- Gold bei den Canada Winter Games im Slalom 1971
- Bronze bei der Wasserski-Weltmeisterschaft mit der Mannschaft 1977
- Gold bei den Canada Summer Games im Wasserskilauf 1973
- 8 kanadische Meistertitel im Wasserskilauf

## Auszeichnungen
- 1980: International Freestyle Skier of the Year (Ski Racing Magazine)[7]
- 2008: Aufnahme in die Canadian Ski Hall of Fame
- 2014: Aufnahme in die BC Sports Hall of Fame